# Ctenophthalmus nepalensis
Ctenophthalmus nepalensis ist ein fiktives parasitierendes Insekt der Ordnung der Flöhe (Siphonaptera). Vier Jahre nach seiner Erstbeschreibung 1969 wurde der Floh 1973 als nicht existent und als wissenschaftlicher Witz entlarvt.

## Erstbeschreibung
Die Erstbeschreibung von Ctenophthalmus nepalensis und Amalareus fossoris, zwei angeblich aus Nepal stammenden Flöhen, erfolgte 1969 durch einen Autor, der sich Otto Suteminn nannte, in der Zeitschrift der Arbeitsgemeinschaft Österreichischer Entomologen. Suteminn war vorgeblich Mitarbeiter des Regionalmuseums in Kosiče in der ČSSR, wobei unklar ist, ob die slowakische Großstadt Košice oder die kleine tschechische Gemeinde Kosice gemeint war. Die Beschreibung war von Experten für die Siphonaptera leicht als Scherz zu erkennen, entsprach aber in der ganzen Aufmachung und zahlreichen Formulierungen dem Duktus der Entomologen. Sie wurde offenbar keinem Peer-Review unterzogen, anstandslos veröffentlicht und blieb über mehrere Jahre ein unentdeckter wissenschaftlicher Witz.

## Aufdeckung
1973 veröffentlichte der niederländische Entomologe Frans G.A.M. Smit vom Natural History Museum in London ebenfalls in der Zeitschrift der Arbeitsgemeinschaft Österreichischer Entomologen Anmerkungen zu den beiden fiktiven Arten. Smit gibt an, dass eine ernsthafte Auseinandersetzung mit den Beschreibungen weder die Mühe noch die Druckkosten lohne, und dass weder er selbst noch Kontakte in der Tschechoslowakei den Erstbeschreiber oder von ihm genannte Personen ausfindig machen konnten. Experten für die nepalesische Geografie konnten die angegebenen Fundorte gleichfalls nicht identifizieren. Smit wies aber auf einige in den Erstbeschreibungen verborgene Hinweise auf ihre wahre Natur hin, nämlich Orts- und Personennamen, die im österreichischen Hochdeutsch und in österreichischen Dialekten einen entlarvenden Sinn ergeben.
- Otto Suteminn ist eine Figur in Karl Mays Roman Der beiden Quitzows letzte Fahrten und weiteren seiner historischen Romane.
- Die Gattung Ctenophthalmus gibt es tatsächlich, statt Amalareus gibt es eine Gattung Amalaraeus, beide Taxa gehören zu den Flöhen.
- Die Terra typica von Ctenophthalmus nepalensis, Khanshnid Khaib kann bei entsprechender Aussprache Kann’s nit geiba (kann es nicht geben) bedeuten.
- Der Fundort Samashtir mehrerer Paratypen von Ctenophthalmus nepalensis kann Sam ma Stier (wir sind pleite) bedeuten.
- Der Fundort Kathaiwi eines Paratypen von Ctenophthalmus nepalensis kann ka Teifi (kein Teufel) bedeuten.
- Apodemus roseus, den vorgeblichen Wirt von Ctenophthalmus nepalensis, gibt es nicht, wohl aber die Gattung Apodemus, die Waldmäuse.
- Die angeblich nahe verwandte Art Ctenophthalmus spalacis existiert tatsächlich, doch als Autorenzitat wurde Smit, 1963 angegeben, richtig wäre Jordan & Rothschild, 1911 gewesen.
- Der Wirt Canis fossa existiert in der zoologischen Nomenklatur nicht. Er kann aber als Latinisierung des Begriffs Grubenhund verstanden werden. Ein Grubenhund ist in diesem speziellen Sinn eine Form der Zeitungsente, die insbesondere in Österreich bis in die Mitte des 20. Jahrhunderts beliebt war. Der Grubenhund ist ein inhaltlich unsinniger aber überzeugend formulierter Leserbrief, mit dem eine Redaktion getäuscht und zum Abdruck verleitet werden soll.
- Auch das vollständige Autorzitat für Amalaraeus penicilliger (Grube 1851) deutet in diese Richtung.
- Der angebliche Fundort Bhalari Satep der Paratypen von Amalareus fossoris ist teilweise einer Erklärung zugänglich, die Endung bedeutet is a Depp (ist ein Depp).
- Die Angabe des Sammlers von Amalareus fossoris, leg. Z. Minař, ist bei korrekter Aussprache des r mit Hatschek als österreichische Variante des schwäbischen Grußes zu verstehen.[1][3]

## Hintergrund
Als Verfasser der Beschreibungen gilt der österreichische Entomologe Hans Malicky, der Ende der 1960er Jahre als Schriftführer Vorstandsmitglied der Arbeitsgemeinschaft Österreichischer Entomologen und Herausgeber des Entomologischen Nachrichtenblatts war. Dabei handelte es sich um ein Blatt ohne besonderen wissenschaftlichen Anspruch, das vorrangig Nachrichten aus dem Bereich der Hobby-Entomologie veröffentlichte. Als Malicky das Niveau der Publikation anheben und ein Peer-Review einführen wollte, wurde ihm von der Arbeitsgemeinschaft die Herausgeberschaft entzogen, das Entomologische Nachrichtenblatt ging 1969 in der Zeitschrift der Arbeitsgemeinschaft Österreichischer Entomologen auf. Als Reaktion darauf reichte Malicky die frei erfundenen Erstbeschreibungen ein, wohl wissend, dass keine fachliche Prüfung erfolgen würde. Hans Malicky wurde erstmals 2003 von dem österreichischen Parasitologen Horst Aspöck in einem Artikel zum 25-jährigen Bestehen der Österreichischen Entomologischen Gesellschaft mit Ctenophthalmus nepalensis in Verbindung gebracht.
Der fiktive Autor der Erstbeschreibungen von Ctenophthalmus nepalensis und Amalareus fossoris, Otto Suteminn, wurde von Hans Malicky 1991 mit dem Artepitheton der Köcherfliege Moropsyche suteminn geehrt.

## Auswirkungen
Die Arten waren möglicherweise gültig beschrieben. Mit Smits Anmerkungen, in denen er Ctenophthalmus nepalensis Suteminn, 1969 und Amalareus fossoris Suteminn, 1969 zu ungültigen und nicht verfügbaren Namen erklärt, sind beide Arten aus der zoologischen Nomenklatur entfernt worden. Unter Entomologen, jedenfalls unter Experten für die Siphonaptera, ist der Scherz um die beiden fiktiven Arten bekannt. In der deutschsprachigen Ausgabe der freien Online-Enzyklopädie Wikipedia wurde ein Artikel für Ctenophthalmus nepalensis angelegt, der die falschen Angaben Malickys reproduzierte.
Die Zeitschrift der Arbeitsgemeinschaft Österreichischer Entomologen erscheint seit 2012 im Jahresband. Alle eingereichten Arbeiten werden externen Fachgutachtern zur Beurteilung vorgelegt (Peer-Review-Verfahren). Zudem werden alle akzeptierten Artikel spätestens zwei Jahre nach Erscheinen der Druckversion über die Datenbank ZOBODAT der Öffentlichkeit zugänglich gemacht.